# Okres zdjęciowy

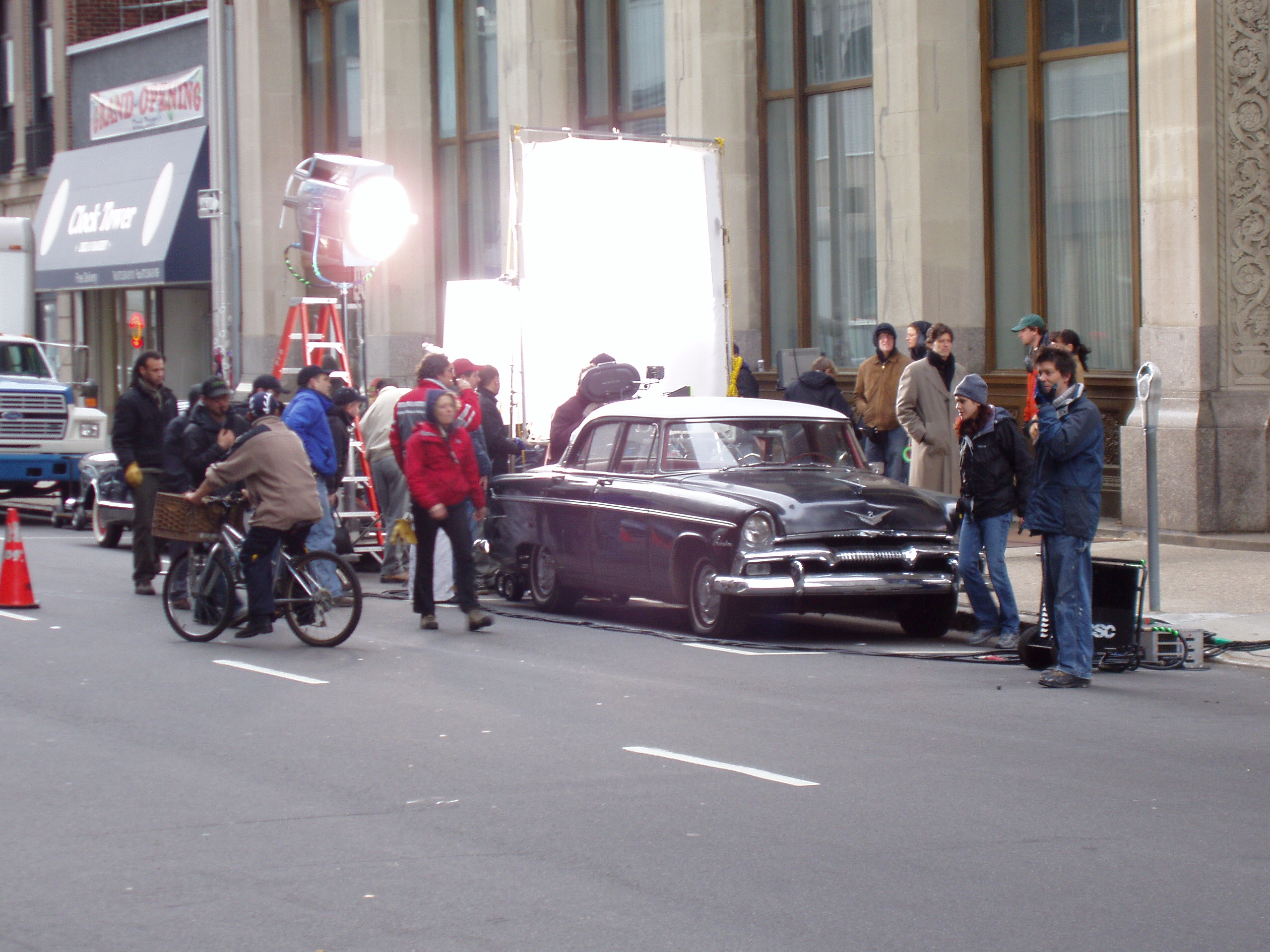
Produkcja filmu na miejscu w Newark (2004)

Okres zdjęciowy – etap produkcji filmu, poprzedzający postprodukcję, podczas którego film jest kręcony z udziałem twórców filmu. Producent filmowy jest obecny na planie zdjęciowym podczas większości okresu kręcenia, tak jak zespół postprodukcji, który często rozpoczyna pracę wraz z rozpoczęciem okresu zdjęciowego.
Reżyser filmowy wraz z producentem liniowym raczej decyduje się kręcić wszystkie sceny, które mają miejsce w pewnej lokalizacji w pewnym okresie bez względu na ich kolejność chronologiczną. Twórcy kręcą również wszystkie sceny, do których zaangażowano tę samą obsadę w pewnym okresie. W momencie gdy obsada, ekipa filmowa i wyposażenie zostają zebrane ważne jest, aby okres zdjęciowy nie został przerwany. Złe warunki pogodowe, choroba, awarie wyposażenia, spory i inne odstępstwa od planu zdjęć powodują wzrost kosztów.